# ثلم وحشي
الثلم الوحشي للمخ (بالإنجليزية: lateral fissure)‏ أو شق سيلفيوس (بالإنجليزية: Sylvian fissure)‏ هو واحد من أبرز التراكيب في دماغ الإنسان.

## التشريح
يفصل الثلم الوحشي الفص الجبهي والفص الجداري (في الأعلى) عن الفص الصدغي (في الأسفل). يوجد في نصفي المخ لكنه لم يعد موجودا في الكرة اليسرى لأغلب الناس. يُعد الثلم الوحشي من أوائل الأثلام التي نمت في الدماغ. حيث يظهر لأول مرة في الأسبوع الرابع عشر من الحمل.
يحتوي الثلم الوحشي على عدد من الفروع الجانبية ، أبرزها وأكثرها وجودا هما الرأد الصاعد (أو العمودي) والرأد الأفقي واللذان يقسمان التلفيف الجبهي السفلي. كما يحتوي الثلم الوحشي على التلافيف الصدغية المستعرضة والتي توجد تحت القشرة السمعية.
قد تتسبب ظاهرة تدعى بالعزم الياكوفليفي بغياب الثلم الوحشي عن نصف المخ الأيسر أو أن يكون أقل التواءً مقارنة بالنصف الأيمن.
يقع الثلم الوحشي بالقرب من نقطة سيلفيوس. أما المنطقة المحيطة بالثلم فتسمى قشرة حول سيلفيوس.
القشرة الحسية الجسدية الثانوية توجد في الوصاد الجداري في سقف الثلم الوحشي.

## الاكتشاف
أول من وصف قشرة المخ كان هيرونيموس فبريسوس في عام 1600. وكان كاسبار بارثولين الأكبر أول من وصف الثلم الوحشي في عام 1641 ونسب الاكتشاف إلى فرانسيسكوس سيلفيوس (1614–1672) أستاذ الطب في جامعة لايدن.
يعتقد أن كاسبار بارثولين قد توفي في عام 1629 وأن فرانسيسكوس سيلفيوس لم يبدأ الطب إلا في عام 1632 وأن النص الوارد في كتاب (Casp. Bartolini Institutiones Anatomicae) الذي ورد فيه الوصف يعود لابنه توماس بارثولين أو لفرانسيسكوس سيلفيوس الذي ذكر وَصف الثلم الوحشي للمخ في كتابه (Disputationem Medicarum) عام 1663.

## صور أخرى
- قاعدة الدماغ (التلم الوحشي في أعلى اليسار)
- مقطع لوسط الدماغ
- مقطع للدماغ
- رسم يوضح الدماغ والجمجمة
- الدماغ والشريان السحائي الأوسط وعلاقتهما بقاعدة الجمجمة.
- مقطع أمامي للجمجمة: #24 هو التلم الوحشي.
- التلم الوحشي بلون أحمر
- منظر جانبي للمخ.
- منظر جانبي للمخ.
- منظر جانبي للمخ.
- منظر جانبي للمخ والعصب الشمي والعصب البصري.
- منظر أمامي للمخ.